# Ctenus falconensis
Ctenus falconensis är en spindelart som beskrevs av Schenkel 1953. Ctenus falconensis ingår i släktet Ctenus och familjen Ctenidae.
Artens utbredningsområde är Venezuela. Inga underarter finns listade i Catalogue of Life.